# ماثيو د. روبرتس
ماثيو د. روبرتس (بالإنجليزية: Matthew D. Roberts)‏ هو محامي أمريكي، ولد في 11 يوليو 1962 في كوينز في الولايات المتحدة.